# Muscogee County
Muscogee County is een county in de Amerikaanse staat Georgia.
De county heeft een landoppervlakte van 560 km² en telt 186.291 inwoners (volkstelling 2000). De hoofdplaats is Columbus.